# Jüdisches Kriegerdenkmal (Ludwigsburg)

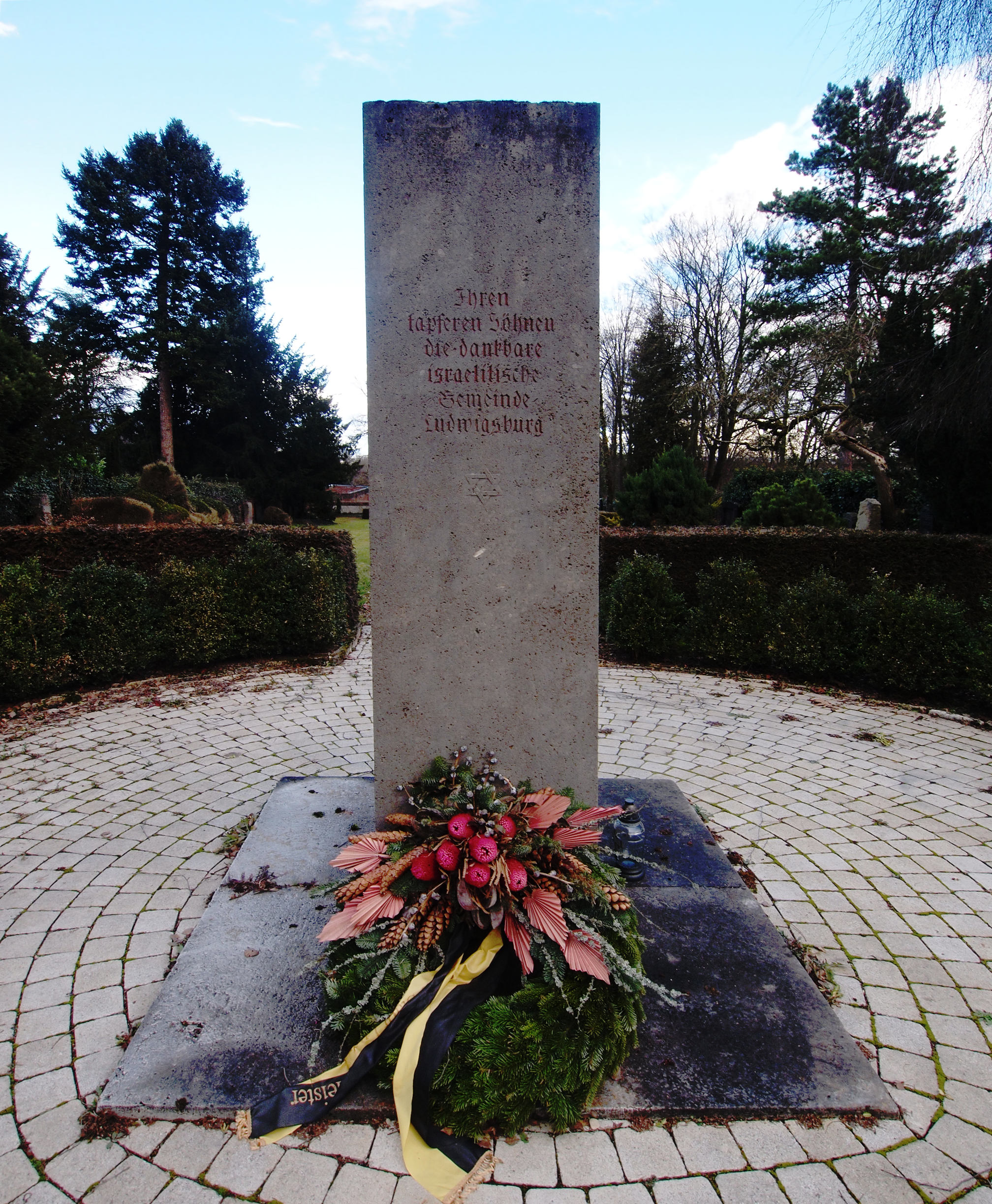
Jüdisches Kriegerdenkmal in Ludwigsburg

Das Jüdische Kriegerdenkmal in Ludwigsburg, einer Stadt in Baden-Württemberg, wurde nach dem Ersten Weltkrieg errichtet. Das Kriegerdenkmal auf dem neuen jüdischen Friedhof, in der Nähe des städtischen Friedhofs, ist ein geschütztes Kulturdenkmal.
Das Kriegerdenkmal für die jüdischen Gefallenen des Ersten Weltkriegs nennt auf der Rückseite die Namen der sechs Gefallenen und auf der Vorderseite der schlichten Marmorstele ist folgende Inschrift in Fraktur angebracht: Ihren tapferen Söhnen die dankbare israelitische Gemeinde Ludwigsburg.